# Air France-KLM
Air France-KLM je francouzsko-nizozemská letecká společnost založená a řízená dle francouzského práva se sídlem na Letišti Charlese de Gaulla poblíž Paříže. Skupina má kanceláře také ve francouzském městě Montreuil a nizozemském Amstelveen. Air France-KLM je výsledkem fúze (sloučení) dvou společností Air France a KLM v roce 2004, obě společnosti jsou členy aliance SkyTeam. Jmenovci této společnosti sídlí na dvou velkých evropských letiších – Amsterdam Schiphol a Letiště Charlese de Gaulla Paříž. V roce 2014 společnost přepravila celkem 87,3 milionů pasažérů.
Založením se společnost Air France-KLM stala největší a nejsilnější evropská letecká skupina / letecká společnost.

## Spolupráce
Společnost KLM a Air France spolupracují v následujících segmentech, zároveň si ale udržují vlastní identitu:
- Přeprava cestujících
- Přeprava nákladu
- Údržba letadel

## Dceřiné společnosti
Air France a KLM zcela vlastní následující společnosti:
- Air France
  - Air France Cargo
  - HOP!
  - Transavia France (60%)

- KLM
  - KLM Cargo
  - KLM Cityhopper
  - Martinair
  - Transavia
    - Transavia France (40%)

## Odkazy

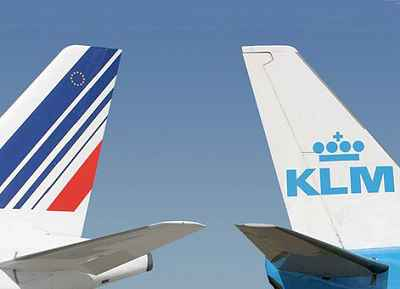